# Fatômetro

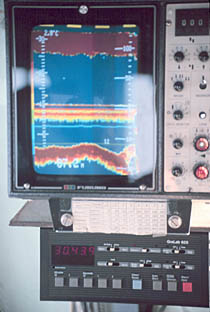
Monitor de cabine de um sonar fatômetro comercial.

Fatômetro é um instrumento usado para localizar populações de peixe nas profundezas dos mares por meio da detecção de pulsos refletidos de energia sonora, como um sonar. Um fatômetro moderno mostra medidas de som refletido num visor gráfico, permitindo ao operador interpretar a informação e localizar cardumes, detritos subaquáticos e o fundo de um corpo de água. Tal instrumento é utilizado tanto para fins esportivos quanto comerciais de pesca. A eletrônica moderna permite um alto grau de integração entre fatômetros, outros sistemas de radar, bússolas e sistemas de navegação como o GPS.